# Музей науки (Лондон)
Музей науки (англ. Science Museum) — один из трёх основных музеев викторианской эпохи на Эксибишн-роуд в лондонском районе Южный Кенсингтон. Входит в Группу Музея науки (Science Museum Group).
Музей основан в 1857 году на основе излишков из других выставок и музеев королевства. Нынешнее здание музея было построено шотландским архитектором Ричардом Эллисоном, и было открыто для посещений поэтапно с 1919 по 1928 год. В настоящее время фонды Музея науки насчитывают более 300 тысяч экспонатов, в том числе паровозы «Ракета» и «Пыхтящий Билли», разностную машину Чарльза Бэббиджа.
Музей состоит из атриума со стеклянной крышей — центрального холла, вокруг которого расположены галереи. Каждый зал посвящён одной тематике и представляет её в широчайшем наборе экспонатов. Например, в зале часов можно увидеть часы всех времён, от египетских и римских до самых современных концептуальных моделей. Также есть залы, посвящённые астрономическим изобретениям, химии, печатным станкам, электричеству, коммуникациям, фотографии, навигации, физике.
В 2019 году музей принял 3 301 975 посетителей и является самым популярным музеем в Группе Музея науки. В 2020 году из-за пандемии количество посетителей упало на 74 % и составило 862 085 человек.

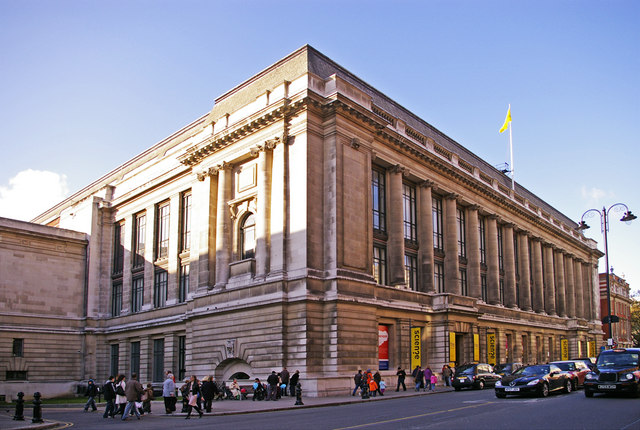
Вид Музея науки с Эксибишн-Роуд

## Выставки
Музей науки состоит из ряда галерей, некоторые из которых являются постоянными, а некоторые носят временный характер.

### Энергия: Восточный зал

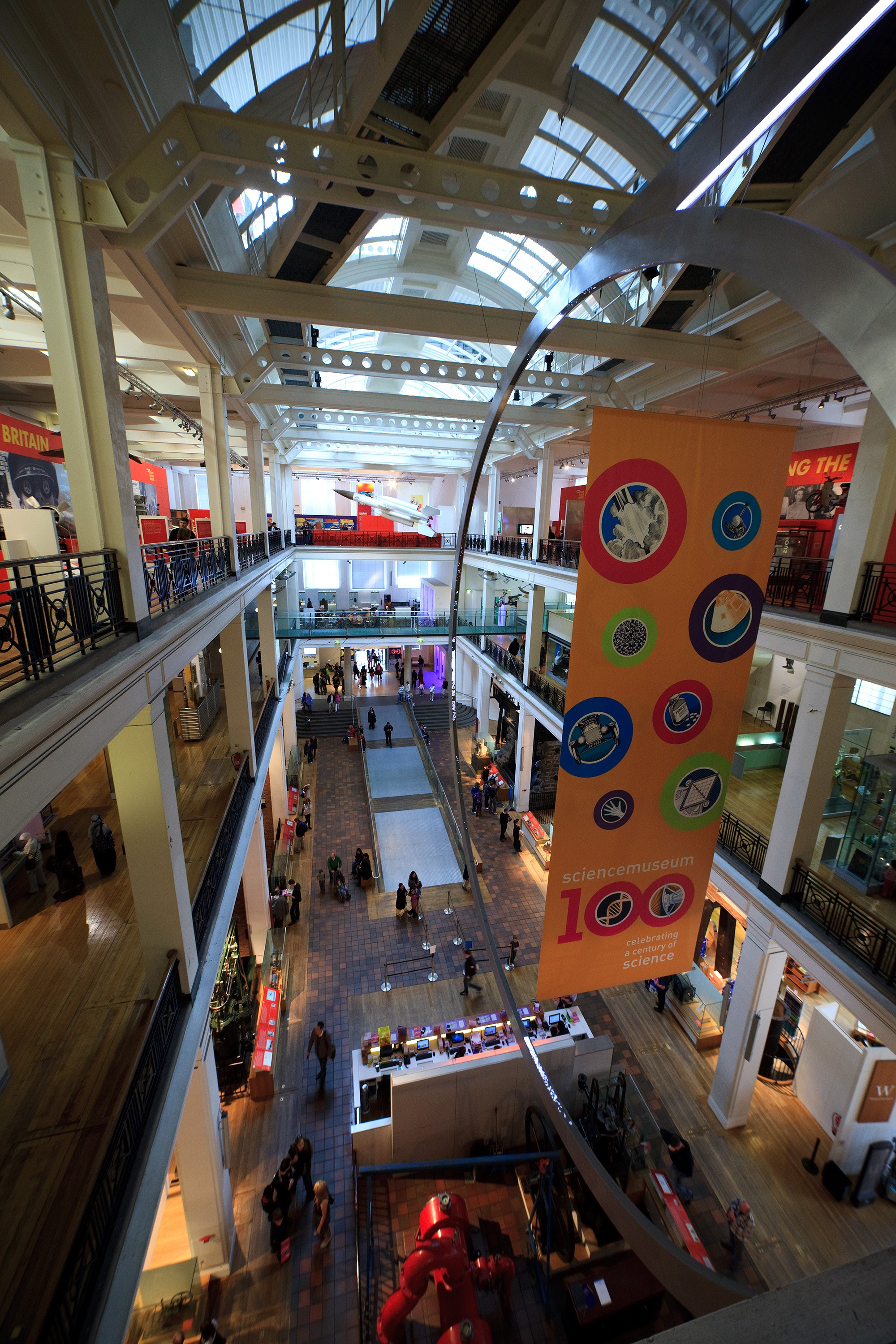
Восточный зал

Восточный зал, занимающий три этажа, — это первое, что видят посетители музея. На полу расположены знаковые паровые машины различного рода, в том числе двигатель Джеймса Уатта. Все эти экспонаты рассказывают историю британской промышленной революции. Подвешенное к потолку гигантское металлическое кольцо, благодаря светодиодам, расположенным внутри, транслирует узоры и сообщения посетителей, которые они оставляют в киосках галереи «Энергия».
Также здесь представлена воссозданная часть дома Джеймса Уатта, где он жил и работал.

### Исследование космоса
Это выставка, наполненная экспонатами и ракетами, которые рассказывают об истории освоения космоса человеком. Некоторые экспонаты наглядно показывают, насколько важны эти открытия, особенно для современной телекоммуникации.

### Создание современного мира

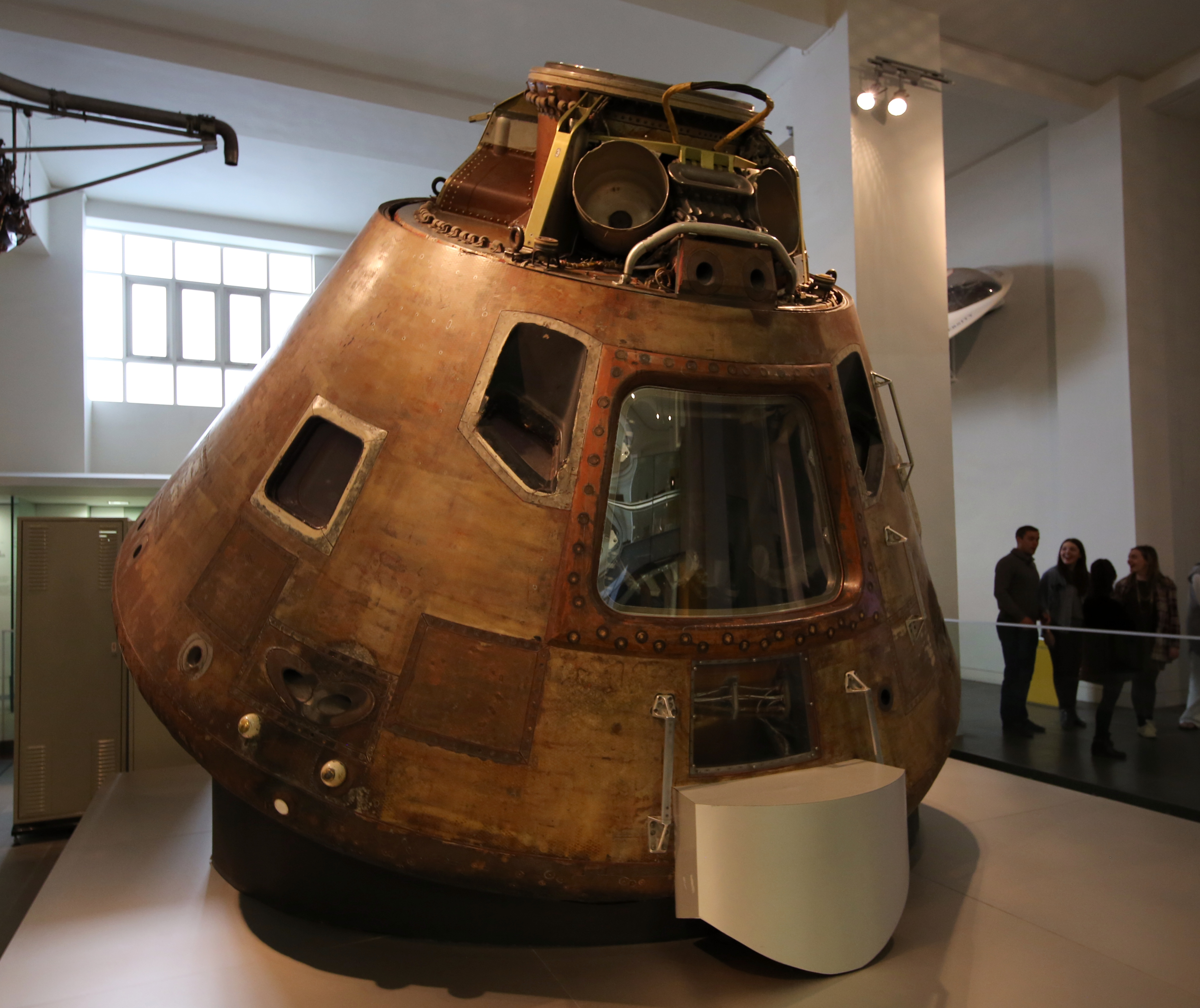
Командный модуль Аполлон-10 в галерее «Создание современного мира»

Относительно новая галерея, в которой собраны некоторые из наиболее знаковых объектов музея, в том числе «Ракета» Стефенсона, «Двойная спираль» Уотсона и космический корабль «Аполлон-10».

### Авиация
Самый верхний этаж полностью посвящён различным летательным аппаратам, возле которых стоят телефоны. Если взять трубку такого телефона, то он сообщит о том, как и кто создал модель и где её использовали. Здесь представлены несколько полноразмерных самолётов и вертолётов, в том числе истребители Vickers Vimy, Supermarine Spitfire и Hawker Hurricane, а также многочисленные авиадвигатели и поперечное сечение Boeing 747.

### Медиа-пространство
Эта галерея сотрудничает с Музеем науки и с Национальным музеем СМИ в Брэдфорде. Национальная коллекция фотографий содержит более трех миллионов изображений.

### «Профессия инженера — это ваше будущее»
Галерея открылась в декабре 2014 года, которая призвана вдохновлять школьников выбрать карьеру в области машиностроения. Выставка разработана совместно с Королевской Академией инженерных наук.

### «Стартовая площадка»
Одна из самых популярных интерактивных площадок в музее. Была модернизирована и вновь открыта в ноябре 2007 года. На тот момент галерея насчитывала более 50 интерактивных экспонатов, иллюстрировавших многие понятия в физической науке. В галерее работали специалисты, которые наглядно демонстрировали, как эти экспонаты работают, проводили опыты и устраивали экскурсии для всех желающих.
Сейчас галерея «Стартовая площадка» закрыта. Музей науки готовит новую, усовершенствованную галерею, которая будет оснащена самыми современными экспонатами.

### Информационный век
Достопримечательностями галереи являются шесть объектов, которые привели к трансформации глобальных коммуникаций: кабель, телефон, радио, речевая констелляция[что?], камера и сеть.

## Временные выставки
Включает в себя основы информатики (дешифровку), исследования и историю жизни Алана Тьюринга, а также работы Джеймса Лавлока.

## Передвижные выставки
На протяжении многих лет музеем науки было разработано множество передвижных выставок. Научные экспозиции были с гастролями в Великобритании и Европе с 1990 по 1995 год. С 2005 года музей науки представил для выездов новые экспозиции: наука инопланетян, наука шпионажа и наука выживания.
В 2008 году выставка «Наука выживания» была открыта для публики. Она позволила изучить всем желающим, как учёные видят жизнь в 2050 году, в которой человечество столкнётся с проблемой изменения климата и нехваткой энергии.
В 2014 году музей представил семейную научную выставку «Шоу энергии», с которой гастролировали по всей стране.
В этом же году была представлена новая передвижная выставка, которая была открыта с помощью коллайдера. Выставка приглашает посетителей за кулисы Европейской организации по ядерным исследованиям.

## Это интересно
В музее есть экспонаты, представляющие науку и технику России и СССР. Это макет Шуховской башни и компьютер БЭСМ-6 с заводским номером 0146.
Это один из самых любимых музеев среди детей и взрослых, поскольку многие экспонаты можно потрогать руками, покрутить колёса и понажимать на кнопки. Многие модели в музее действующие и созданы специально для того, чтобы люди увидели, как они работают.